# معركة غريان الأولى
معركة غريان معركة وقعت أحداثها إبان الثورة الليبية بين كتائب العقيد معمر القذافي والثوار الليبين في غرب ليبيا وتحديدا في مدينة غريان وضواحيها. وهذه المعركة جزء من معارك الجبل الغربي. وقد دارت فصول هذه المعركة بالتزامن مع المعارك الدائرة في الشرق وتحديدا معركة البريقة الأولى فلم تحظ بتغطية إعلامية. وقد تمكنت قوات القذافي من السيطرة على المدينة وإخماد نيران الثوار كما سقطت بمعيتها مدينة صبراتة. وبعضد سقوط المدينة بدأت حركة مقاومة من أهالي المدينة، حيث ذكرت بعض الأنباء أن 14 شابا استهدفوا معسكر سحبان ومعسكر آبو معاد بتفجيرات فدائية، نجم عنها مصرع 3 منهم واعتقال البقية كما أدت إلى مصرع عدد من رجال الكتائب وجرح عدد منهم كما ذكرت تلك الأنباء. وقد نالت قوات القذافي المتمركزة في المدينة نصيبا من القصف الجوي الذي شنه التحالف الدولي ضد القذافي.
| سبقه معركة الزاوية | معارك الثورة الليبية 3 مارس 2011 | تبعه معركة البريقة الأولى |

## طالع
- فيديو يظهر ما يعتقد أنهم أسرى من مرتزقة القذافي سقطوا بيد ثوار غريان.

## إحالات
1. ↑  Battle rages over Libyan oil port. نسخة محفوظة 2011-09-06 على موقع واي باك مشين.
2. ↑  ثوار ليبيا يستعيدون السيطرة على البريقة واشتباكات في غريان. [وصلة مكسورة] نسخة محفوظة 2020-04-12 على موقع واي باك مشين.
3. ↑  شباب غريان ينفدون عملية انتحارية في معسكر سحبان ومعسكر ابومعاد. نسخة محفوظة 15 ديسمبر 2019 على موقع واي باك مشين.
4. ↑  توقف تقدم قوات المعارضة نحو مدينة سرت الليبية. نسخة محفوظة 2020-04-12 على موقع واي باك مشين.